# 竹野郵便局
竹野郵便局（たけのゆうびんきょく）
- 兵庫県豊岡市にある郵便局。本記事にて記述する。
- 福岡県久留米市にある郵便局。局番号は74390。

竹野郵便局（たけのゆうびんきょく）は、兵庫県豊岡市にある郵便局。民営化前の分類では集配特定郵便局であった。

## 概要
住所：〒669-6299 兵庫県豊岡市竹野町竹野405

## 沿革
- 1874年（明治7年）12月 - 竹ノ浜（たけのはま）郵便取扱所として開設[1]。
- 1875年（明治8年）1月1日 - 竹ノ浜郵便局（五等）となる。
- 1885年（明治18年）10月1日 - 貯金取扱を開始。
- 1886年（明治19年）4月1日 - 竹野郵便局に改称。
- 1892年（明治25年）2月1日 - 為替取扱を開始。
- 1952年（昭和27年）8月1日 - 風景入通信日付印の使用を開始[2]。
- 1972年（昭和47年）10月25日 - 電話の加入および料金に関する簡易な事務を除く電話交換業務を、豊岡電報電話局に移管[3]。
- 1986年（昭和61年）3月24日 - 中竹野郵便局の廃止に伴い、取扱事務を承継。
- 2007年（平成19年）10月1日 - 民営化に伴い、併設された郵便事業豊岡支店竹野集配センターに一部業務を移管。
- 2012年（平成24年）10月1日 - 日本郵便株式会社発足に伴い、郵便事業豊岡支店竹野集配センターを竹野郵便局に統合。

## 取扱内容
- 郵便、印紙、ゆうパック、内容証明
- 貯金、為替、振替、振込、国際送金、国債
- 生命保険、バイク自賠責保険
- ゆうちょ銀行ATM
- 地方公共団体事務（兵庫県住宅再建共済基金利用申込取次事務）
- 豊岡市内の一部地域の集配業務

## 周辺
- 鷹野神社
- 豊岡市立竹野小学校
- 御用地館（旧住吉屋邸）
- 竹野海岸
- 竹野川

## アクセス
- JR山陰本線 竹野駅から北へ約1.2km（徒歩約14分）
- 全但バス 竹野郵便局前停留所またはイナカー（コミュニティバス） 竹野上町停留所下車[4]
- 駐車場あり：1台